# مزرعه شاه‌نشین
مزرعه شاه نشین یک روستا در ایران است که در دهستان لواسان بزرگ واقع شده‌است.